# Milan Futuro
Milan Futuro é um time de futebol italiano com sede na cidade de Milão, e atua como a equipe alternativa ao Milan principal. O clube manda seus jogos na estádio Felice Chinetti, que fica em Solbiate Arno, uma comuna (equivalente ao município no Brasil e em Portugal) a 40 km de Milão.
Fundado em junho de 2024, compete na Serie D, a quarta divisão do sistema de ligas do futebol italiano. A equipe joga no mesmo sistema de liga profissional que o time principal do Milan, em vez de uma liga separada dedicada às equipes de base. No entanto, está impedido de disputar a mesma divisão que o time A - mesmo que conseguisse em algum momento o acesso à primeira divisão, não poderia disputá-la, tornando-o inelegível para promoção à Serie A.

## História

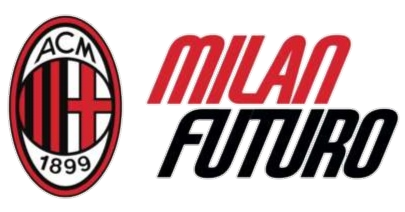
Logo alternativo usado pelo Milan Futuro na temporada 2024–25.

O Milan Futuro foi fundado em 27 de junho de 2024 para preencher a vaga deixada pelo Ancona. Com o ex-zagueiro Daniele Bonera como seu primeiro técnico, a equipe foi incluída no grupo B, destinado aos times da região central da Itália, em vez do grupo A, onde participam equipes do Norte, incluindo os times B de Atalanta e Juventus. O projeto foi oficializado em julho, tendo o ex-atacante norte-americano Jovan Kirovski na função de diretor-técnico.
A estreia oficial do Milan Futuro foi na Copa da Itália da Série C, quando venceu o Lecco por 3 a 0, gols marcados por Mattia Liberali e Álex Jiménez (2). O primeiro jogo na Série C foi contra o Virtus Entella, e saiu derrotado por 1 a 0. Após a saída de Bonera, que foi substituído por Massimo Oddo, a equipe terminou em 18° lugar no grupo B e foi rebaixada, 1 ponto atrás da SPAL.

## Estrutura

### Estádio
O Milan Futuro manda seus jogos no estádio Felice Chinetti, situado em Solbiate Arno e pertencente ao Solbiatese, que estava em reforma antes do início da temporada. Nas primeiras partidas, a equipe utilizou o estádio Carlo Speroni, em Busto Arsizio.

## Linha do tempo por temporadas
| Temporada por temporada do Milan Futuro                 | Temporada por temporada do Milan Futuro | Temporada por temporada do Milan Futuro | Temporada por temporada do Milan Futuro | Temporada por temporada do Milan Futuro |
| Temporada                                               | Liga                                    | Coppa Italia Serie C                    |                                         |                                         |
| Nível                                                   | Divisão                                 | Posição                                 |                                         |                                         |
| ------------------------------------------------------- | --------------------------------------- | --------------------------------------- | --------------------------------------- | --------------------------------------- |
| 2024–25                                                 | 3                                       | Serie C                                 | 18° (rebaixado)                         | Quartas-de-final                        |
| \| Campeão Vice-campeão Terceiro lugar/semifinalista \| |                                         |                                         |                                         |                                         |
| Campeão Vice-campeão Terceiro lugar/semifinalista       |                                         |                                         |                                         |                                         |

## Elenco atual
- Atualizado até 8 de março de 2025.[6]

Nota: Bandeiras indicam equipe nacional, conforme definido pelas regras de elegibilidade da FIFA. Os jogadores podem ter mais de uma nacionalidade não-FIFA.
| N.º |         | Posição | Jogador                 |
| --- | ------- | ------- | ----------------------- |
| 1   | Itália  | G       | Lapo Nava               |
| 2   | Espanha | D       | Álex Jiménez            |
| 3   | Itália  | D       | Andrea Bozzolan         |
| 4   | Itália  | D       | Davide Bartesaghi       |
| 5   | Suécia  | M       | Demirel Hodžić          |
| 6   | Itália  | M       | Mattia Malaspina        |
| 8   | Itália  | M       | Gabriele Alesi          |
| 9   | Itália  | A       | Francesco Camarda       |
| 10  | Itália  | A       | Mattia Liberali         |
| 13  | Roménia | D       | Matteo Duțu             |
| 14  | Itália  | D       | Leonardo D'Alessio      |
| 15  | Roménia | D       | Andrei Coubiș (Capitão) |
| 17  | Senegal | A       | Mbarick Fall            |
| 19  | Itália  | D       | Vittorio Magni          |
| 20  | Itália  | A       | Diego Sia               |
| 21  | Itália  | M       | Mattia Sandri           |
| 22  | Itália  | G       | Matteo Pittarella       |
| 22  | Itália  | G       | Edoardo Colzani         |
| 23  | Itália  | M       | Simone Branca           |
| 24  | Itália  | D       | Gabriele Minotti        |
| 25  | Itália  | D       | Adam Bakoune            |
| 26  | Nigéria | M       | Victor Eletu            |

| N.º |                 | Posição | Jogador                                     |
| --- | --------------- | ------- | ------------------------------------------- |
| 27  | Itália          | A       | Filippo Scotti                              |
| 28  | Costa do Marfim | A       | Chaka Traorè                                |
| 29  | Itália          | A       | Bob Omoregbe                                |
| 30  | Itália          | A       | Alessandro Bonomi                           |
| 31  | Itália          | D       | Dorian Paloschi                             |
| 32  | Itália          | A       | Nicolò Turco (emprestado Red Bull Salzburg) |
| 33  | Eslovénia       | D       | Damir Zukić                                 |
| 35  | França          | G       | Noah Raveyre                                |
| 36  | França          | G       | Léo Paul Bouyer                             |
| 38  | Itália          | G       | Lorenzo Torriani                            |
| 39  | Itália          | M       | Emanuele Sala                               |
| 41  | Itália          | D       | Ettore Quirini                              |
| 42  | Roménia         | A       | Alexandru Șiman                             |
| 44  | Itália          | D       | Michele Camporese                           |
| 45  | Suécia          | D       | Fredrik Nissen                              |
| 55  | Países Baixos   | M       | Silvano Vos                                 |
| 56  | Itália          | M       | Christian Comotto                           |
| 70  | Suécia          | A       | Maximilian Ibrahimović                      |
| 77  | Itália          | A       | Simone Ianesi (emprestado pelo Pontedera)   |
| 90  | Alemanha        | A       | Levis Asanji                                |
| 99  | Itália          | A       | Andrea Magrassi                             |
|     | Bélgica         | A       | Divock Origi                                |